# Torneo Nacional Sub-20 2023 (Bolivia)
El Torneo Nacional Sub-20 2023 fue un torneo clasificatorio de fútbol boliviano organizado por la Federación Boliviana de Fútbol que se disputó entre octubre y diciembre de 2023. El ganador del torneo se clasificó a la Copa Libertadores Sub-20 de 2024.

## Equipos participantes
Participaron los equipos de Reserva de nueve clubes de la División Profesional y dos equipos de la División Aficionados: Sur Car (Oruro) y Mi Llajta FC (Cochabamba).

## Fase final
|  | Cuartos de final                                                                                | Cuartos de final                                                                                | Cuartos de final                                                                                | Cuartos de final                                                                                | Cuartos de final                                                                                |   |                   | Semifinales                                                     | Semifinales                                                     | Semifinales                                                     | Semifinales                                                     | Semifinales                                                     |  |          | Final                   | Final                   | Final                   |  |
|  | 24, 26 y 27 de noviembre de 2023 (ida) 30 de noviembre y 1, 2 y 4 de diciembre de 2023 (vuelta) | 24, 26 y 27 de noviembre de 2023 (ida) 30 de noviembre y 1, 2 y 4 de diciembre de 2023 (vuelta) | 24, 26 y 27 de noviembre de 2023 (ida) 30 de noviembre y 1, 2 y 4 de diciembre de 2023 (vuelta) | 24, 26 y 27 de noviembre de 2023 (ida) 30 de noviembre y 1, 2 y 4 de diciembre de 2023 (vuelta) | 24, 26 y 27 de noviembre de 2023 (ida) 30 de noviembre y 1, 2 y 4 de diciembre de 2023 (vuelta) |   |                   | 7 de diciembre de 2023 (ida) y 10 de diciembre de 2023 (vuelta) | 7 de diciembre de 2023 (ida) y 10 de diciembre de 2023 (vuelta) | 7 de diciembre de 2023 (ida) y 10 de diciembre de 2023 (vuelta) | 7 de diciembre de 2023 (ida) y 10 de diciembre de 2023 (vuelta) | 7 de diciembre de 2023 (ida) y 10 de diciembre de 2023 (vuelta) |  |          | 16 de diciembre de 2023 | 16 de diciembre de 2023 | 16 de diciembre de 2023 |  |
|  |                                                                                                 |                                                                                                 |                                                                                                 |                                                                                                 |                                                                                                 |   |                   |                                                                 |                                                                 |                                                                 |                                                                 |                                                                 |  |          |                         |                         |                         |  |
|  |                                                                                                 |                                                                                                 |                                                                                                 |                                                                                                 |                                                                                                 |   |                   |                                                                 |                                                                 |                                                                 |                                                                 |                                                                 |  |          |                         |                         |                         |  |
|  | Oriente Petrolero                                                                               | Oriente Petrolero                                                                               | 3                                                                                               | 5                                                                                               | 8                                                                                               |   |                   |                                                                 |                                                                 |                                                                 |                                                                 |                                                                 |  |          |                         |                         |                         |  |
|  | Oriente Petrolero                                                                               | Oriente Petrolero                                                                               | 3                                                                                               | 5                                                                                               | 8                                                                                               |   |                   |                                                                 |                                                                 |                                                                 |                                                                 |                                                                 |  |          |                         |                         |                         |  |
|  | Sur Car                                                                                         | Sur Car                                                                                         | 1                                                                                               | 0                                                                                               | 1                                                                                               |   |                   |                                                                 |                                                                 |                                                                 |                                                                 |                                                                 |  |          |                         |                         |                         |  |
|  | Sur Car                                                                                         | Sur Car                                                                                         | 1                                                                                               | 0                                                                                               | 1                                                                                               |   | Oriente Petrolero | Oriente Petrolero                                               | 1                                                               | 2                                                               | 3 (1)                                                           |                                                                 |  |          |                         |                         |                         |  |
|  |                                                                                                 |                                                                                                 |                                                                                                 |                                                                                                 |                                                                                                 |   | Oriente Petrolero | Oriente Petrolero                                               | 1                                                               | 2                                                               | 3 (1)                                                           |                                                                 |  |          |                         |                         |                         |  |
|  |                                                                                                 |                                                                                                 | Blooming (p.)                                                                                   | Blooming (p.)                                                                                   | 3                                                                                               | 0 | 3 (4)             |                                                                 |                                                                 |                                                                 |                                                                 |                                                                 |  |          |                         |                         |                         |  |
|  | The Strongest                                                                                   | The Strongest                                                                                   | Blooming (p.)                                                                                   | Blooming (p.)                                                                                   | 3                                                                                               | 0 | 3 (4)             | 1                                                               | 4                                                               | 5(4)                                                            |                                                                 |                                                                 |  |          |                         |                         |                         |  |
|  | The Strongest                                                                                   | The Strongest                                                                                   |                                                                                                 |                                                                                                 |                                                                                                 |   |                   |                                                                 |                                                                 | 5(4)                                                            |                                                                 |                                                                 |  |          |                         |                         |                         |  |
|  | Blooming (p.)                                                                                   | Blooming (p.)                                                                                   | 5                                                                                               | 0                                                                                               | 5(5)                                                                                            |   |                   |                                                                 |                                                                 |                                                                 |                                                                 |                                                                 |  |          |                         |                         |                         |  |
|  | Blooming (p.)                                                                                   | Blooming (p.)                                                                                   | 5                                                                                               | 0                                                                                               | 5(5)                                                                                            |   |                   |                                                                 |                                                                 |                                                                 |                                                                 |                                                                 |  | Blooming | Blooming                | 3                       |                         |  |
|  |                                                                                                 |                                                                                                 |                                                                                                 |                                                                                                 |                                                                                                 |   |                   |                                                                 |                                                                 |                                                                 |                                                                 |                                                                 |  | Blooming | Blooming                | 3                       |                         |  |
|  |                                                                                                 |                                                                                                 | Always Ready                                                                                    | Always Ready                                                                                    | 5                                                                                               |   |                   |                                                                 |                                                                 |                                                                 |                                                                 |                                                                 |  |          |                         |                         |                         |  |
|  | Always Ready                                                                                    | Always Ready                                                                                    | Always Ready                                                                                    | Always Ready                                                                                    | 5                                                                                               | 2 | 3                 | 5                                                               |                                                                 |                                                                 |                                                                 |                                                                 |  |          |                         |                         |                         |  |
|  | Always Ready                                                                                    | Always Ready                                                                                    |                                                                                                 |                                                                                                 |                                                                                                 |   |                   |                                                                 |                                                                 |                                                                 |                                                                 |                                                                 |  |          |                         |                         |                         |  |
|  | Royal Pari                                                                                      | Royal Pari                                                                                      | 0                                                                                               | 0                                                                                               | 0                                                                                               |   |                   |                                                                 |                                                                 |                                                                 |                                                                 |                                                                 |  |          |                         |                         |                         |  |
|  | Royal Pari                                                                                      | Royal Pari                                                                                      | 0                                                                                               | 0                                                                                               | 0                                                                                               |   | Always Ready      | Always Ready                                                    | 4                                                               | 4                                                               | 8                                                               |                                                                 |  |          |                         |                         |                         |  |
|  |                                                                                                 |                                                                                                 |                                                                                                 |                                                                                                 |                                                                                                 |   | Always Ready      | Always Ready                                                    | 4                                                               | 4                                                               | 8                                                               |                                                                 |  |          |                         |                         |                         |  |
|  |                                                                                                 |                                                                                                 | Bolivar                                                                                         | Bolivar                                                                                         | 1                                                                                               | 1 | 2                 |                                                                 |                                                                 |                                                                 |                                                                 |                                                                 |  |          |                         |                         |                         |  |
|  | Independiente                                                                                   | Independiente                                                                                   | Bolivar                                                                                         | Bolivar                                                                                         | 1                                                                                               | 1 | 2                 | 1                                                               | 1                                                               | 2                                                               |                                                                 |                                                                 |  |          |                         |                         |                         |  |
|  | Independiente                                                                                   | Independiente                                                                                   |                                                                                                 |                                                                                                 |                                                                                                 |   |                   |                                                                 |                                                                 | 2                                                               |                                                                 |                                                                 |  |          |                         |                         |                         |  |
|  | Bolívar                                                                                         | Bolívar                                                                                         | 5                                                                                               | 1                                                                                               | 6                                                                                               |   |                   |                                                                 |                                                                 |                                                                 |                                                                 |                                                                 |  |          |                         |                         |                         |  |
|  | Bolívar                                                                                         | Bolívar                                                                                         | 5                                                                                               | 1                                                                                               | 6                                                                                               |   |                   |                                                                 |                                                                 |                                                                 |                                                                 |                                                                 |  |          |                         |                         |                         |  |
|  |                                                                                                 |                                                                                                 |                                                                                                 |                                                                                                 |                                                                                                 |   |                   |                                                                 |                                                                 |                                                                 |                                                                 |                                                                 |  |          |                         |                         |                         |  |

- Nota: En cada llave, el equipo que ocupa la primera línea fue el local en el partido de vuelta excepto en la final, que se jugó a partido único en cancha neutral